# Tymfaja
Tymfaja (gr.: Τυμφαία, Tymphaίa) – starożytna kraina i królestwo w górnej Macedonii na południe od rzeki Haliakmon, zamieszkałe przez plemię Tymfajów (gr.: Τυμφαίοι, Tymphaίoi), graniczące z Parauają na północnym zachodzie, Orestis na północy, Elimeją na północnym wschodzie oraz Perrajbią na wschodzie.
Tymfaja wraz z Orestis, Elimeją, Linkos, Eordają, Pelagonią i Derriopią tworzyła starożytną górną (tj. górzystą) Macedonię. Tymfajowie mieli swego króla i dynastię oraz mówili zachodnim dialektem języka greckiego. Do V w. p.n.e. Orestowie znajdowali się na pasterskim etapie rozwoju społecznego. Zamieszkiwali oni czasowe obozowiska oraz nie budowali swym zmarłym murowanych grobów. Byli politycznie związani z Molossami, głównym epirockim plemieniem. Dzięki uznawaniu ich wojskowego przywództwa, mogli korzystać z zimowych pastwisk nadmorskich nizin Epiru. Z tego powodu Hekatajos, określił je, jako plemię Molossów. Nie zachowały się informacje o imionach królów Tymfai. Prawdopodobnie jeden z nich został wzmiankowany na zachowanej fragmentarycznie inskrypcji z ok. r. 415 p.n.e. Ta inskrypcja, znaleziona w Atenach, zawiera tekst traktatu zawartego między trzema stronami: Atenami, Perdikkasem II Macedońskim z sojusznikami oraz Arrabajosem I z sojusznikami. Nieznany z imienia król Tymfai znalazł się, obok królów Derdasa I z Elimei i Antiocha z Orestis, w gronie sojuszników króla macedońskiego. Z dynastii rządzącej Tymfają pochodził Poliperchont, wódz Aleksandra Macedońskiego, potem regent Macedonii w latach 319-317 p.n.e.